# Cloridrato de fenoxazolina
Cloridrato de fenoxazolina é uma fórmula nasal.
A fenoxazolina é uma substância química farmacêutica vaso-constritora usada como descongestionante nasal. No Brasil, era popularmente chamada de Aturgyl, pois este medicamento utilizou por muito tempo esta substância (hoje utiliza Cloridrato de Oximetazolina). A Fenoxazolina pode ser encontrada atualmente em medicamentos como Nasofelin e Rinolon.